# كيرنان شيبكا
كيرنان شيبكا (بالإنجليزية: Kiernan Shipka)‏ هي ممثلة أمريكية من مواليد 10 نوفمبر 1999. معروفة بدور صابرينا سبيلمان في مسلسل مغامرات صابرينا المخيفة على نتفليكس، وسالي دريبر في رجال ماد (2007-2015) على إيه إم سي، ودي دي هايمان في عداء (2017) على إف إكس. وقامت كيرنان بالأداء الصوتي لشخصية جنورا في أسطورة كورا (2012–14).

## نشأتها
ولدت كيرنان برينان شيبكا في شيكاغو، إلينوي، لأبوين جون يونغ شيبكا، المطور العقاري، وإرين آن برينان. كانت شيبكا تأخذ دروس الرقص منذ سن الخامسة. انتقلت عائلتها إلى لوس أنجلوس، كاليفورنيا عندما كانت في السادسة من عمرها لدعم حياتها المهنية في التمثيل.

## مسيرتها
2006-2015: البدايات ومسلسل رجال ماد

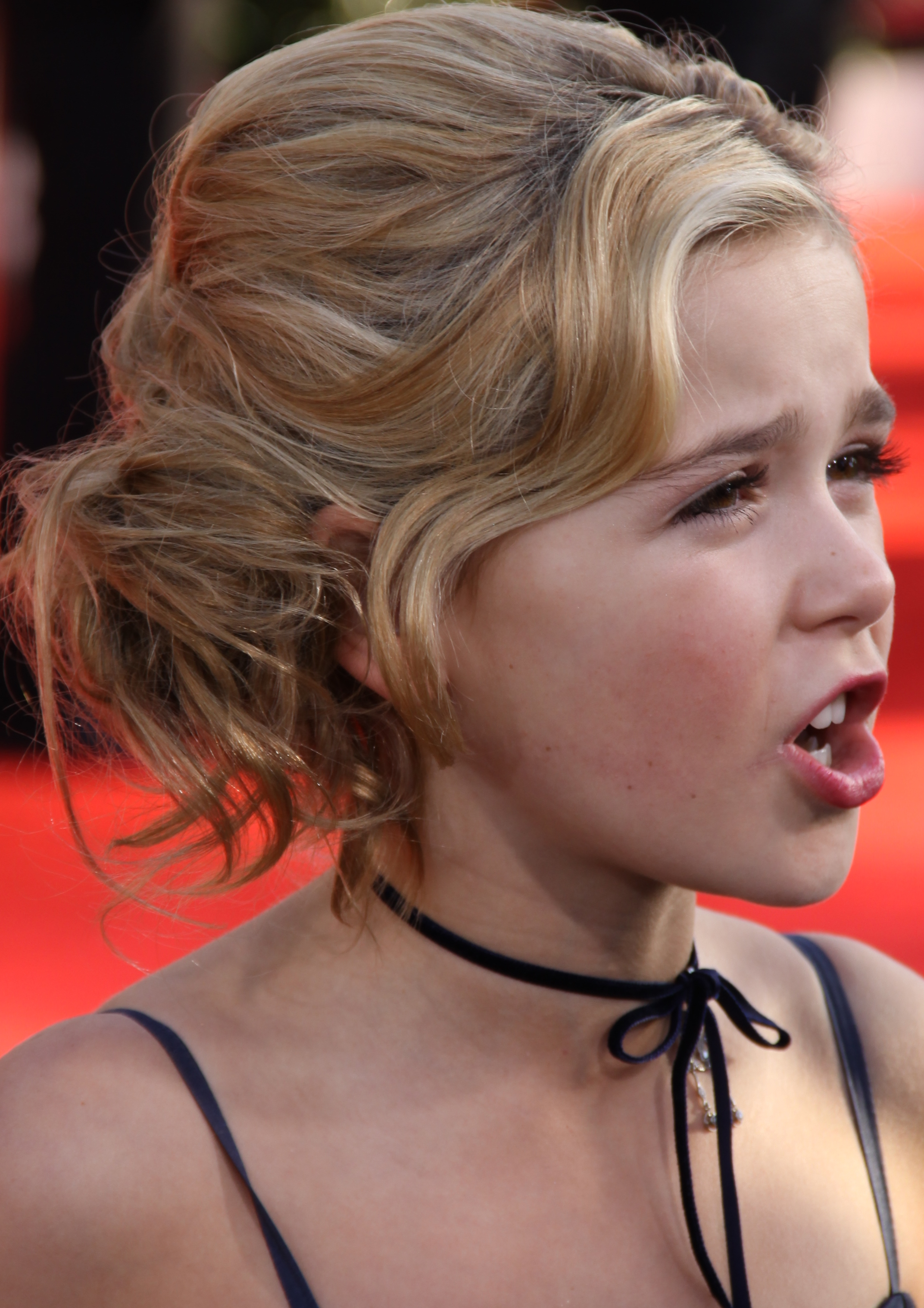
شيبكا في حفل توزيع جوائز نقابة ممثلي الشاشة لعام 2010

ظهرت شيبكا على التلفزيون لأول مرة في عمر خمسة أشهر في دراما المستشفى إي آر. بدأت أيضًا في عمل عروض إعلانات الأزياء التجارية عندما كانت طفلة. بعد القيام بالعديد من الأدوار التلفزيونية الصغيرة، كان أول دور رئيسي لها هو دور سالي دريبر، ابنة الشخصية الرئيسية دون دريبر، في المسلسل التلفزيوني رجال ماد 2007-2015. فازت بالدور بعد تجربتين. كانت ضيفًا متكررًا في المواسم الثلاثة الأولى من العرض، ثم أصبحت ضيفة منتظمة في الموسم الرابع.
كجزء من فريق Mad Men ، فازت بجائزة نقابة ممثلي الشاشة للأداء المتميز من قبل فرقة في المسلسل الدرامي في عامي 2008 و 2009. تلقت شيبكا الثناء على أدائها في مسلسل رجال ماد. في عام 2010، أطلق عليها الناقد الأمريكي-ستيتسمان من أوستن ديل رو اسمها كمرشح أحلامه لجائزة جائزة الإيمي برايم تايم لأفضل ممثلة ضيفة في مسلسل درامي، حيث كتب، «كانت هذه الممثلة البالغة من العمر 10 سنوات مؤثرة للغاية مثل المضطربة سالي دريبر الموسم الماضي يبدو من الغريب أنها تمت ترقيتها للتو إلى مسلسل عادي. إذا كان عمل رجال ماد القادم لـ شيبكا - الذي يكافح مع زواج والديها المكسور والدخول في مرحلة ما قبل الماضي في الستينيات المضطربة - يظل مذهلاً كما كان في الموسم الثالث، فهذه ورقة اقتراع أتمنى أن يتحقق ذلك العام المقبل.»
في عام 2014، تم اختيار شيبكا كواحدة من «أكثر 25 مراهقًا تأثيرًا لعام 2014» من قبل مجلة تايم. في نفس العام، أدرجتها IndieWire في قائمتهم لـ «20 ممثلاً للمشاهدة بسن أقل من 20 عامًا». لعبت شيبكا دور البطولة في فيلم Lifetime لعام 2014 الزهور في العلية، وشاركت (مع إيما روبرتس) في فيلم الرعب Oz Perkins عام 2015 و The Blackcoat's Daughter.
2016-الوقت الحاضر: مزيد من العمل والمشاريع المستمرة
في عام 2017، صورت بي.دي. هايمان، ابنة بيت ديفيس، في المسلسل التلفزيوني عداء: بيت وجوان. في يناير 2018، تم الإعلان عن بطولة شيبكا بدور سابرينا سبيلمان في مسلسل Chilling Adventures of Sabrina على Netflix استنادًا إلى المسلسل الهزلي الذي يحمل نفس الاسم. تم إصدار الموسم الأول بواسطة Netflix في 26 أكتوبر 2018. شاركت شيبكا في بطولة فيلم كوميدي رومانسي لعيد الميلاد لعام 2019 من إخراج لوك سنيلين، Let It Snow ، استنادًا إلى الرواية التي تحمل الاسم نفسه. بدأ الإطلاق في فبراير / شباط 2019.
لعبت شيبكا بعد ذلك دور مراهق أصم أمام ستانلي توتشي في فيلم الرعب لجون آر ليونيتي الصمت، استنادًا إلى رواية الرعب لعام 2015 التي تحمل الاسم نفسه للكاتب تيم ليبن. أصدرت Netflix فيلم الصمت في 10 أبريل 2019. تعلمت شيبكا لغة الإشارة الأمريكية لهذا الدور. أشاد ليونيتي بأدائها قائلا: «إنها تتصرف إلى جانب ستانلي توتشي، وصدقوني، إنها أكثر من مجرد ان تتمسك بأدائها. لقد كان من الرائع مشاهدتها.» 

## الحياة الشخصية
سمت شيبكا جريس كيلي وأودري هيبورن كمؤثرات في الموضة.

## الأعمال

### فيلم
| سنة  | عنوان                    | عنوان بالعربي         | دور             | ملاحظات                 |
| ---- | ------------------------ | --------------------- | --------------- | ----------------------- |
| 2007 | Dimension                | بعد                   | مولي            |                         |
| 2008 | Lower Learning           | تعليم منخفض           | سارة            |                         |
| 2009 | Carriers                 | نواقل                 | جودي            |                         |
| 2009 | House Broken             | منزل محطم             | تامي توبير      |                         |
| 2013 | Very Good Girls          | بنات جيدات جدا        | اليانور         |                         |
| 2014 | Flowers in the Attic     | زهور في العلية        | كاثي دولانغانغر |                         |
| 2015 | One & Two                | واحد وأثنين           | إيفا            |                         |
| 2015 | When Marnie Was There    | عندما كانت مارني هناك | مارني           | دبلجة إنكليزية          |
| 2015 | Fan Girl                 | معجبة                 | لو              |                         |
| 2015 | The Blackcoat's Daughter | ابنة بلاك كوت         | كات             |                         |
| 2018 | The Silence              | الصمت                 |                 | في مرحلة ما بعد الإنتاج |
| 2024 | الأعاصير                 |                       |                 |                         |

### تلفزيون
| سنة         | عنوان                                 | عنوان بالعربي                        | دور                   | ملاحظات                        |
| ----------- | ------------------------------------- | ------------------------------------ | --------------------- | ------------------------------ |
| 2006        | Monk                                  | مونك                                 | فتاة صغيرة            | حلقتين                         |
| 2006        | The Angriest Man in Suburbia          | أغضب رجل في الضواحي                  | لولا                  | فيلم تلفزيوني                  |
| 2007        | Cory in the House                     | كوري إن ذا هاوس                      | زميلة صوفيا           | حلقة: "Mall of Confusion"      |
| 2007        | MADtv                                 | ماد تي في                            | طفلة منزعجة           | حلقة: "Madtv Ruined My Life"   |
| 2007        | Heroes                                | هيروز                                | فتاة صغيرة في النيران | Episode: "Four Months Ago..."  |
| 2007–09     | Jimmy Kimmel Live!                    | جيمي كيميل لايف!                     | عدة أدوار             | 6 حلقات                        |
| 2007–15     | Mad Men                               | رجال ماد                             | سالي دريبر            | 64 حلقة                        |
| 2011        | Smooch                                | سموث                                 | زوي كول               | TV movie                       |
| 2012        | Don't Trust the B---- in Apartment 23 | دونت تراست ذا بي---- إن أبارتمينت 23 | كيرنان شيبكا          | حلقة: "Parent Trap..."         |
| 2012–14     | The Legend of Korra                   | أسطورة كورا'                         | جنورا (صوت)           | 25 حلقة                        |
| 2013/15     | Sofia the First                       | صوفيا الأولى                         | أونا (صوت)            | 3 حلقات                        |
| 2014        | Flowers in the Attic                  | زهور في العلية                       | كاثي دولانغانغر       | فيلم تلفزيوني                  |
| 2015        | Unbreakable Kimmy Schmidt             | كيمي شميت القوي                      | كيمي                  | حلقة: "Kimmy Has A Birthday!"  |
| 2017        | Feud: Bette and Joan                  | B. D. Hyman                          | بي دي هايمان          | 5 حلقات                        |
| 2017        | American Dad!                         | أميريكان داد!                        | تلميذ (صوت)           | حلقة: "The Witches of Langley" |
| 2017        | Family Guy                            | فاميلي غاي                           | المغنية المشجعة (صوت) | حلقة: "The Peter Principal"    |
| 2017        | Neo Yokio                             | نيو يوكيو                            | هيلينست (صوت)         | حلقة: "O, the Helenists"       |
| 2018–الحاضر | Chilling Adventures of Sabrina        | مغامرات سابرينا المخيفة              | سابرينا سبيلمان       | دور رئيسي                      |

## الترشيحات والجوائز
| السنة | الحدث              | الفئة            | النتيجة |
| ----- | ------------------ | ---------------- | ------- |
| 2012  | جوائز شباب هوليوود | أفضل مشهد ستيلير | فوز     |

## وصلات خارجية
- كيرنان شيبكا على موقع IMDb (الإنجليزية)
- كيرنان شيبكا على موقع ميتاكريتيك (الإنجليزية)
- كيرنان شيبكا على موقع روتن توميتوز (الإنجليزية)
- كيرنان شيبكا على موقع ألو سيني (الفرنسية)
- كيرنان شيبكا على موقع ميوزك برينز (الإنجليزية)
- كيرنان شيبكا على موقع تيرنر كلاسيك موفيز (الإنجليزية)
- كيرنان شيبكا على موقع أول موفي (الإنجليزية)
- كيرنان شيبكا على موقع قاعدة بيانات الأفلام السويدية (السويدية)
- كيرنان شيبكا على موقع إن إن دي بي (الإنجليزية)
- كيرنان شيبكا على موقع قاعدة بيانات الفيلم (الإنجليزية)
- الموقع الإلكتروني